# Santiago Méndez de Vigo y Méndez de Vigo
Santiago Méndez de Vigo Méndez de Vigo Osorio y Oraá fue un diplomático español.
- El 23 de julio de 1898 fue Agregado diplomático en Berlín.
- El 17 de octubre de 1900 fue Agregado diplomático en el Ministerio de Asuntos Exteriores y de Cooperación.
- El 26 de agosto de 1902 fue Secretario de tercera clase en el Ministerio de Asuntos Exteriores y de Cooperación.
- El 26 de mayo de 1903 fue Secretario de tercera clase en el Lisboa.
- El 27 de septiembre de 1904 volvió a ser Secretario de tercera clase en el Ministerio de Asuntos Exteriores y de Cooperación.
- El 12 de enero de 1906 trasladado en comisión a Algeciras como agregado a la delegación española en la Conferencia de Algeciras.
- El 1º de mayo de 1906 fue designado Secretario de segunda clase en La Haya y Luxemburgo sin que llegara a tomar posesión del puesto.
- El 1º de junio de 1906 fue Secretario de segunda clase en el Ministerio de Asuntos Exteriores y de Cooperación.
- El 10 de enero de 1907 fue Secretario de segunda clase en Viena.
- El 17 de febrero de 1908 fue Secretario de segunda clase en el Ministerio de Asuntos Exteriores y de Cooperación.
- El 18 de septiembre de 1908 formó parte de la delegación que acompañó al rey durante el viaje a Múnich, Budapest, Viena y Dresde.
- El 2 de agosto de 1910 fue designado en comisión para formar parte de la misión extraordinaria enviada a Santiago con motivo del primer centenario de la independencia de la República de Chile.
- El 2 de enero de 1911 fue Secretario de primera clase en el Ministerio de Asuntos Exteriores y de Cooperación.
- El 2 de enero de 1911 fue Secretario de primera clase en Lima.
- El 23 de junio de 1911 fue designado Secretario de primera clase en el Ministerio de Asuntos Exteriores y de Cooperación, pero no tomó posesión.
- El 29 de junio de 1911 fue designado Secretario de primera clase en el Ministerio de Asuntos Exteriores y de Cooperación.
- El 26 de octubre de 1911 fue nombrado secretario del Tribunal de exámenes de oposición para el ingreso en la Carrera Diplomática.
- El 28 de mayo de 1913 fue Secretario de primera clase en Berlín.
- El 20 de octubre de 1913 fue designado Secretario de primera clase en el Ministerio de Asuntos Exteriores y de Cooperación.
- El 11 de diciembre de 1917 al 30 de abril de 1925 fue ministro Residente en La Haya.
- El 30 de abril de 1925 fue Presidente de la delegación especial en la Conferencia Internacional que tuvo lugar en La Haya para tratar con los soviets.
- Del 14 de junio de 1926 al 7 de febrero de 1927 fue Ministro Residente en Praga.
- El 6 de agosto de 1926 ascendió a Ministro plenipotenciario de segunda clase.
- El 7 de febrero de 1927 al 21 de diciembre de 1928 fue Ministro plenipotenciario de primera clase en Santiago de Chile, y a partir del 1 de junio de 1928 embajador.
- Del 21 de diciembre de 1928 al 2 de junio de 1931 fue Embajador en La Habana.[1]

- De 1932 al 12 de abril de 1945, cuando España rompe sus relaciones diplomáticas con el Imperio del Japón, fue embajador en Tokio. Estuvo prisionero hasta el fin de las hostilidades de los Japoneses en Tokio.[2]